# Lepidium keniense
Lepidium keniense är en korsblommig växtart som beskrevs av Bengt Edvard Jonsell. Lepidium keniense ingår i släktet krassingar, och familjen korsblommiga växter. Inga underarter finns listade i Catalogue of Life.